# Tracker (serie de televisión)
Tracker es una serie de televisión dramática y de acción estadounidense creada por Ben H. Winters. La serie está basada en la novela de 2019 The Never Game, de Jeffery Deaver. Está protagonizada por Justin Hartley en el papel de Colter Shaw, un experto superviviente y rastreador que se gana la vida ayudando a las autoridades y a ciudadanos particulares a cambio de recompensas.
Tracker se estrenó el 11 de febrero de 2024 a través de CBS. En marzo de 2024, la serie fue renovada para una segunda temporada que se estrenó el 13 de octubre de 2024. En febrero de 2025, la serie fue renovada para una tercera temporada.

## Reparto

### Principales
- Justin Hartley como Colter Shaw
- Robin Weigert como Teddi Bruin (temporada 1)
- Abby McEnany como Velma Bruin
- Eric Graise como Bob Exley
- Fiona Rene como Rennie Greene

### Recurrentes
- Floriana Lima como Camille Picket (temporada 2)
- Chris Lee como Randy (temporada 2)
- Pej Vahdat como Leonard Shar (temporada 2)

### Invitados
- Lee Tergesen como Ashton Shaw
- Wendy Crewson como Mary Dove Shaw
- Sofia Pernas como Billie Matalon
- Gil Birmingham como Gus
- Peter Stormare como Valts
- Melissa Roxburgh como Dory Shaw
- Jensen Ackles como Russel Shaw
  - Mathew Nelson-Mahood como Russell Shaw (joven)
- Jennifer Morrison como Lizzy Hawking

## Episodios
| Temporada | Temporada | Episodios | Episodios | Emisión original      | Emisión original   |
| Temporada | Temporada | Episodios | Episodios | Primera emisión       | Última emisión     |
| --------- | --------- | --------- | --------- | --------------------- | ------------------ |
|           | 1         | 13        | 13        | 11 de febrero de 2024 | 19 de mayo de 2024 |
|           | 2         | 20        | 20        | 13 de octubre de 2024 | 11 de mayo de 2025 |

### Primera temporada (2024)
| N.º en serie | N.º en temp. | Título                    | Dirigido por     | Escrito por                         | Fecha de emisión original | Código de prod. | Audiencia (millones) |
| ------------ | ------------ | ------------------------- | ---------------- | ----------------------------------- | ------------------------- | --------------- | -------------------- |
| 1            | 1            | «Klamath Falls»           | Ken Olin         | Ben H. Winters                      | 11 de febrero de 2024     | 1NHU01          | 18.44                |
| 2            | 2            | «Missoula»                | Ken Olin         | Tegan Shohet y David Radcliff       | 18 de febrero de 2024     | 1NHU04          | 6.87                 |
| 3            | 3            | «Springland»              | Ken Olin         | Elwood Reid                         | 25 de febrero de 2024     | 1NHU02          | 7.12                 |
| 4            | 4            | «Mt. Shasta»              | Doug Aarniokoski | Steve Harper                        | 3 de marzo de 2024        | 1NHU03          | 7.61                 |
| 5            | 5            | «St. Louis»               | Gonzalo Amat     | Travis Donnelly y Graham Thiel      | 17 de marzo de 2024       | 1NHU05          | 7.55                 |
| 6            | 6            | «Lexington»               | Marisol Adler    | Sharon Lee Watson y Amanda Mortlock | 24 de marzo de 2024       | 1NHU06          | 7.28                 |
| 7            | 7            | «Chicago»                 | Aprill Winney    | Ben H. Winters y Jai Franklin Sarki | 31 de marzo de 2024       | 1NHU07          | 6.80                 |
| 8            | 8            | «Camden»                  | Bethany Rooney   | Travis Donnelly y Tegan Shohet      | 14 de abril de 2024       | 1NHU08          | 8.19                 |
| 9            | 9            | «Aurora»                  | Jon Huertas      | Sharon Lee Watson                   | 21 de abril de 2024       | 1NHU09          | 7.60                 |
| 10           | 10           | «Into the Wild»           | Larry Teng       | Elwood Reid                         | 28 de abril de 2024       | 1NHU10          | 7.70                 |
| 11           | 11           | «Beyond the Campus Walls» | Joel Novoa       | Travis Donnelly                     | 5 de mayo de 2024         | 1NHU11          | 7.64                 |
| 12           | 12           | «Off the Books»           | Clara Aranovich  | Elwood Reid y Sharon Lee Watson     | 12 de mayo de 2024        | 1NHU12          | 7.30                 |
| 13           | 13           | «The Storm»               | Ken Olin         | Elwood Reid y Sharon Lee Watson     | 19 de mayo de 2024        | 1NHU13          | 7.65                 |

### Segunda temporada (2024–25)
| N.º en serie | N.º en temp. | Título              | Dirigido por       | Escrito por                             | Fecha de emisión original | Código de prod. | Audiencia (millones) |
| ------------ | ------------ | ------------------- | ------------------ | --------------------------------------- | ------------------------- | --------------- | -------------------- |
| 14           | 1            | «Out of the Past»   | Ken Olin           | Elwood Reid                             | 13 de octubre de 2024     | 2NHU01          | 8.31                 |
| 15           | 2            | «Ontological Shock» | Aprill Winney      | Sharon Lee Watson y Travis Donelly      | 20 de octubre de 2024     | 2NHU02          | 7.46                 |
| 16           | 3            | «Bloodlines»        | Doug Aarniokoski   | Sharon Lee Watson y Travis Donelly      | 27 de octubre de 2024     | 2NHU03          | 8.49                 |
| 17           | 4            | «Noble Rot»         | Aprill Winney      | Alex Katsnelson y Amanda Mortlock       | 3 de noviembre de 2024    | 2NHU04          | 8.21                 |
| 18           | 5            | «Preternatural»     | Jeff T. Thomas     | Ryan O'Nan y Annakate Chappell          | 10 de noviembre de 2024   | 2NHU05          | 8.41                 |
| 19           | 6            | «Trust Fall»        | Jennifer Morrison  | Travis Donnelly y Dominque Holmes       | 17 de noviembre de 2024   | 2NHU06          | 8.38                 |
| 20           | 7            | «Man's Best Friend» | Ben Hernandez Bray | Alex Katsnelson y Jai Franklin Sarki    | 24 de noviembre de 2024   | 2NHU07          | 8.39                 |
| 21           | 8            | «The Night Movers»  | Ken Olin           | Elwood Reid y Annakate Chappell         | 1 de diciembre de 2024    | 2NHU08          | 7.93                 |
| 22           | 9            | «The Disciple»      | Bethany Rooney     | Sharon Lee Watson y Amanda Mortlock     | 16 de febrero de 2025     | 2NHU09          | 6.48                 |
| 23           | 10           | «Nightingale»       | Jon Huertas        | Ryan O' Nan y Dominique A. Holmes       | 23 de febrero de 2025     | 2NHU10          | 8.24                 |
| 24           | 11           | «Shades of Gray»    | Darren Grant       | Travis Donnelly y Jordan Goodman        | 2 de marzo de 2025        | 2NHU11          | 7.07                 |
| 25           | 12           | «Monster»           | Tyne Rafaeli       | Alex Katsnelson y Annakate Chappell     | 9 de marzo de 2025        | 2NHU12          | 7.86                 |
| 26           | 13           | «Neptune»           | Lee Rose           | Sharon Lee Watson y Ryan O' Nan         | 16 de marzo de 2025       | 2NHU13          | 8.51                 |
| 27           | 14           | «Exodus»            | Lionel Coleman     | Travis Donelly y Dominique A. Holmes    | 23 de marzo de 2025       | 2NHU14          | 7.80                 |
| 28           | 15           | «The Grey Goose»    | Ken Olin           | Annakate Chappell y Jai Franklin Sarki  | 30 de marzo de 2025       | 2NHU15          | 8.44                 |
| 29           | 16           | «The Mercy Seat»    | David Barrett      | Elwood Reid y Sharon Lee Watson         | 13 de abril de 2025       | 2NHU16          | 8.23                 |
| 30           | 17           | «Memories»          | Yangzom Brauen     | Alex Katnelson y Amanda Morlock         | 20 de abril de 2025       | 2NHU17          | 7.63                 |
| 31           | 18           | «Collision»         | Joel Novoa         | Dominique Holmes y Ryan O'Nan           | 27 de abril de 2025       | 2NHU18          | 7.67                 |
| 32           | 19           | «Rules of the Game» | Nimisha Mukerji    | Sharon Lee Watson y Dominique A. Holmes | 4 de mayo de 2025         | 2NHU19          | 8.22                 |
| 33           | 20           | «Echo Ridge»        | Ken Olin           | Elwood Reid                             | 11 de mayo de 2025        | 2NHU20          | 8.27                 |

## Producción

### Desarrollo
En enero de 2021, CBS anunció que estaba desarrollando una serie basada en la novela The Never Game de Jeffery Deaver. El 21 de julio de 2022, se anunció que CBS había ordenado la producción de un piloto. En diciembre de 2022, se anunció que se había ordenado la serie. Ben H. Winters y Hilary Weisman Graham son los showrunners. En marzo de 2023, el título de la serie se cambió a Tracker. El 4 de marzo de 2024, CBS renovó la serie para una segunda temporada. El 20 de febrero de 2025, CBS renovó la serie para una tercera temporada.

### Selección de reparto
En enero de 2021, Justin Hartley se unió a la serie como Colter Shaw. En septiembre de 2022, Mary McDonnell fue elegida para interpretar a Mary Dove Shaw. Ese mes, Robin Weigert, Abby McEnany y Eric Graise también se unieron a la serie. En abril de 2024, se anunció a Melissa Roxburgh y Jensen Ackles como estrellas invitadas. En agosto de 2024, se informó de que Weigert no volvería al reparto principal de la segunda temporada.

## Emisión y lanzamiento
Tracker se estrenó el 11 de febrero de 2024 a través de CBS en Estados Unidos, después del Super Bowl LVIII. La segunda temporada se estrenó el 13 de octubre de 2024.

## Recepción

### Respuesta crítica
En Rotten Tomatoes la serie tiene un índice de aprobación del 89%, basado en 19 reseñas. En Metacritic, tiene puntaje promedio ponderado de 64 sobre 100, basado en 13 reseñas, lo que indica críticas «generalmente favorables».

### Audiencia
| Temporada | Horario (ET)       | Episodios | Primera emisión       | Primera emisión      | Última emisión     | Última emisión       | Promedio de espectadores (millones) |
| Temporada | Horario (ET)       | Episodios | Fecha                 | Audiencia (millones) | Fecha              | Audiencia (millones) | Promedio de espectadores (millones) |
| --------- | ------------------ | --------- | --------------------- | -------------------- | ------------------ | -------------------- | ----------------------------------- |
| 1         | domingo 9:00 p. m. | 13        | 11 de febrero de 2024 | 18.44                | 19 de mayo de 2024 | 7.65                 | 10.84                               |
| 2         | domingo 8:00 p. m. | 20        | 13 de octubre de 2024 | 8.31                 | 11 de mayo de 2025 | 8.27                 |                                     |